# Djeragan jezici
Djeragan jezici, malena porodica australskih jezika iz Zapadne Australije i djelimice Sjevernog teritorija. 
Obuhvaća svega (3) jezika, to su: danas možda izumrli gadjerawang, 3 (Wurm and Hattori 1981); kitja ili gidja [gia], 410 (1996 popis); miriwung [mep], 110 (1996 popis).

## Vanjske poveznice
- Ethnologue (14th)
- Ethnologue (15th)